# Monte Mumpu
Monte Mumpu es la montaña más alta de Zambia con cerca de 1.669 metros sobre el nivel del mar (5.476 pies). Es utilizada regularmente por las expediciones dirigidas por Centros al aire libre. El ascenso por una ruta occidental, permite ver una de las cuevas de murciélagos más grande en el sur de África.